# Bělov
Pour les articles homonymes, voir Belov.
Bělov (en allemand : Bielow) est une commune du district de Zlín, dans la région de Zlín, en République tchèque. Sa population s'élevait à 317 habitants en 2020.

## Géographie
Bělov se trouve à 4 km à l'ouest du centre d'Otrokovice, à 13 km à l'ouest de Zlín, à 64 km à l'est de Brno et à 240 km au sud-est de Prague.
La commune est limitée par Kvasice au nord, par Otrokovice à l'est, par Žlutava au sud et Nová Dědina à l'ouest.

## Histoire
La première mention écrite du village remonte à 1131 et se trouve dans une liste des biens de l'église de Spytihněv dressée sur ordre de l'évêque d'Olomouc Heinrich Zdik, dans laquelle figure un avant-poste déserté Nabeloue (careus cultore Nabeloue).

## Transports
Par la route, Bělov se trouve à 7 km de Otrokovice, à 19 km de Zlín, à 79 km de Brno et à 285 km de Prague.